# Светличный, Григорий Лаврентьевич
Григорий Лаврентьевич Светличный (1919—1992) — полковник Советской Армии, участник Великой Отечественной войны, Герой Советского Союза (1943).

## Биография
Григорий Светличный родился 1 мая 1919 года в селе Дмитровка (ныне — Золотоношский район Черкасской области Украины). После окончания восьми классов школы и школы фабрично-заводского ученичества работал токарем, параллельно с работой занимался в аэроклубе. В 1939 году Светличный был призван на службу в Рабоче-крестьянскую Красную Армию. В 1941 году он окончил Балашовскую военную авиационную школу пилотов. В боях был тяжело ранен, неоднократно был подбит.
К концу 1942 года лейтенант Григорий Светличный командовал звеном 312-го штурмового авиаполка 233-й штурмовой авиадивизии 1-й воздушной армии Западного фронта. Только за ноябрь-декабрь 1942 года он совершил 62 боевых вылета на штурмовку скоплений боевой техники и живой силы противника, нанеся ему большие потери.
Указом Президиума Верховного Совета СССР от 1 мая 1943 года за «образцовое выполнение боевых заданий командования на фронте борьбы с немецкими захватчиками и проявленные при этом отвагу и геройство» лейтенант Григорий Светличный был удостоен высокого звания Героя Советского Союза с вручением ордена Ленина и медали «Золотая Звезда» за номером 1016.
В 1944 году Светличный окончил Высшую офицерскую школу штурманов, в 1946 году — Военно-воздушную академию, в 1951 году — Высшие лётно-тактические курсы. Участвовал в Параде Победы. В 1958 году в звании полковника Светличный был уволен в запас. Проживал и работал в Луцке. Активно занимался общественной деятельностью. Умер 24 апреля 1992 года.
Был награждён двумя орденами Ленина, орденом Красного Знамени, двумя орденами Отечественной войны 1-й степени, орденом Красной Звезды и рядом медалей.